# Wesley So
Wesley So (* 9. října 1993, Cavite, Filipíny) je filipínský šachový velmistr, který v současnosti žije ve Spojených státech amerických a startuje za mužstvo USA. Titulu velmistra dokázal dosáhnout již ve svých čtrnácti letech, jen dva roky poté, co dosáhl titulu mezinárodního mistra.
Šachy se So údajně naučil hrát ve svých šesti letech a prakticky okamžitě začal dosahovat výborných výsledků, a to i na mezinárodní scéně. Již ve svých dvanácti letech reprezentoval Filipíny na šachové olympiádě v Turíně a velice brzy se přestal pravidelně zúčastňovat juniorských soutěží.
V roce 2008 zvítězil na velice silně obsazeném turnaji v Dubaji a jen o rok později vyhrál skupinu C na prestižním turnaji ve Wijk aan Zee. Ve stejném roce se mu také dařilo ve světovém poháru, ve kterém postoupil až do čtvrtého kola. Od té doby dokázal triumfovat na několika relativně slabších turnajích, přičemž v roce 2011 se stal také filipínským šampiónem. Mezi jeho významné výsledky se řadí například výborný výsledek na Reykjavík Open v roce 2013, ve kterém jej o celkové vítězství připravilo jen horší tie-breakové skóre. V roce 2013 se také poprvé dokázal přehoupnout přes magickou hranici 2700 bodů.
V roce 2016 předvedl životní sezonu, ve které utrpěl pouze 16 porážek ze 146 partií, všechny však byly v první polovině roku, a většina z nich navíc v bleskových partiích. Na letní olympiádě v Baku nastoupil na 3. šachovnici a skvělým skóre 8,5/10 (+7 -0 =3) pomohl USA k zisku zlatých medailí. Zvítězil na několika významných turnajích jako byl Sinquefield Cup (5,5/9; +2 -0 =7), London Chess (6/9; +3 -0 =6) a také suverénně opanoval celkové pořadí Grand Chess Tour, ve kterém ze 4 turnajů dokázal výše zmíněné dva vyhrát, a jednou obsadit druhé místo. V červnu na turnaji Ultimate Blitz Challenge předvedl jednu z nejlepších bleskových partií historie, ve které doslova převálcoval bývalého mistra světa Garriho Kasparova. Od červencové partie s Carlsenem v Bilbau nepoznal hořkost porážky, a stejný trend si udržel i v začátku další sezony, když vyhrál v holandském městě Wijk Aan Zee slavný turnaj Tata Steel Masters (9/13; +5 -0 =8). Tyto výkony mu vynesly nové maximum Elo ratingu 2822 (čímž získal historicky 6. nejvyšší hodnocení v historii šachu), a také vzestup na 2. místo ve světovém žebříčku.

## Vybrané partie

### Wesley So – Garri Kasparov (Ultimate Blitz Challenge 2016)
1. Jf3 g6 2. e4 Sg7 3. d4 d6 4. c4 Sg4 5. Se2 Jc6 6. Jbd2 e5 7. d5 Jce7 8. h3 Sd7 9. c5 d×c5 10. Jc4 f6 11. d6 Jc8 12. Se3 b6 13. O-O Sc6 14. d×c7 D×c7 15. b4 c×b4 16. Vc1 Jge7 17. Db3 h6 18. Vfd1 b5 19. Jc×e5 f×e5 20. S×b5 Vb8 21. Sa4 Db7 22. V×c6 J×c6 23. De6+ Je7 24. Sc5 Vc8 25. S×e7 1-0